# Bengt Andersson (fysiolog)
Bengt Erik Andersson, född 12 januari 1923 i Lunds domkyrkoförsamling, Lund, död 22 april 2004 i Råsunda församling,  Solna, var en svensk fysiolog. 
Andersson avlade studentexamen i Visby 1941, veterinär 1947, Vet.med.dr 1951. Han var professor i fysiologi 1965–1971 vid Veterinärhögskolan och 1971–1981 vid Karolinska institutet. Åren 1981–1989 var han professor vid Sveriges lantbruksuniversitet. Dekanus för den veterinärmedicinska fakulteten vid SLU 1982–1989. 
Andersson gjorde betydande insatser för forskningen kring den centrala regleringen av kroppstemperaturen samt hungern och törstens fysiologi. Han erhöll The Pius XI Medal 1962 för betydande forskning.
Han invaldes 1968 i Vetenskapsakademien. Andersson är begravd på Skogskyrkogården i Stockholm.